# Pandemic (film 2016)
Pandemic è un film del 2016 diretto da John Suits.

## Trama
In un futuro prossimo, un virus di proporzioni epiche ha devastato il pianeta Terra, dove il numero degli infetti supera quello delle persone sane, ma l'unica speranza è quella di trovare una cura per sconfiggere l'epidemia. La dottoressa Lauren Chase che dopo la caduta di New York si è trasferita a Los Angeles, ha una missione affidatagli dal comando: portare la sua squadra sul campo e salvare il maggior numero di sopravvissuti.
Su di un vecchio scuolabus la squadra, composta da quattro persone, dovrà attraversare Los Angeles diretta ad una scuola dove sono stati segnalati dei sopravvissuti e dove è dispersa un'altra squadra di recupero.